# RealVideo
Le RealVideo est un codec vidéo propriétaire développé par RealNetworks. La première version est sortie en 1997 avec RealPlayer 5 et la dernière en 2004 avec RealPlayer 10.
Le RealVideo est beaucoup utilisé sur Internet en streaming. Le RealVideo a été historiquement créé pour délivrer des vidéos en streaming sur Internet : de ce fait, il est traditionnellement optimisé pour les bas débits. RealProducer, l'utilitaire pour créer du flux RealVideo, fonctionne sous plusieurs systèmes d'exploitation, notamment Windows, Linux, Mac OS. Outre sa capacité à produire du streaming, il est capable de créer du RealAudio et du RealVideo au format 3.0 ou 4.0 (Identifiants FourCC RV30 et RV40). La version 4.0 de ce codec a nettement amélioré la qualité des vidéos à hauts débits.
Les fichiers vidéo contenant du RealAudio et RealVideo portent souvent l'extension .rm pour le son et .rmvb (RealMedia) pour un fichier contenant du son et de la vidéo. Ce codec peut également être utilisé avec d'autres conteneurs, comme matroska et son extension .mkv.

## Historique
Selon l'évolution des versions de codecs, voici leur type FourCC, leur nom, et la version de RealPlayer gérant cette évolution :
- RV10 : RealVideo 1.0 (RealPlayer 5)
- RV20 : RealVideo 2.0 (RealPlayer G2 (6) et RealPlayer G2+SVT (7))
- RV30 : RealVideo 3.0 (RealPlayer 8)
- RV40 : RealVideo 4.0 (RealPlayer 9 et 10)

## Logiciels capable de lire du RealVideo
- RealPlayer
- Helix Player
- Real Alternative
- MPlayer (sur système x86 32 bits, avec les dll de Real)
- Media Player Classic (avec les dll de Real)
- FFmpeg
- VLC (RealVideo 1.0 à 4.0 dont RealVideo 3.0 et 4.0 depuis vlc 0.9.9 source)

Les deux premières versions de RealVideo sont basées sur le standard H.263, alors que les deux dernières versions (développées par RealNetworks) sont basées quant à elle sur un prototype du standard H.264. Les deux anciennes versions sont pris en charge par de nombreux logiciels tiers, en particulier des logiciels libres tel que FFmpeg. Depuis décembre 2008, FFmpeg prend aussi en charge les deux nouvelles versions, ce qui va permettre à de nombreux logiciels de pouvoir prendre en charge les deux nouvelles versions. Avant l'intégration d'un décodeur RealVideo 3.0 et RealVideo 4.0 dans FFmpeg, il fallait utiliser les bibliothèques de décodage propriétaires (dll) de la compagnie RealNetworks pour les décoder.